# Pachydactylus austeni
Pachydactylus austeni — вид геконоподібних ящірок родини геконових (Gekkonidae). Ендемік Південно-Африканської Республіки. Вид названий на честь англійського топографа Генрі Хевершема Годвіна-Остена.

## Поширення і екологія
Pachydactylus austeni мешкають в прибережних районах на заході ПАР, від Ріхтерсвельда на південь до Кейптауна, на відстані до 50 км від узбережжя. Вони живуть на прибережних дюнах, місцями порослих чагарниками. Зустрічаються на висоті до 100 м над рівнем моря, місцями на висоті до 600 м над рівнем моря.